# تدريب في موقع العمل

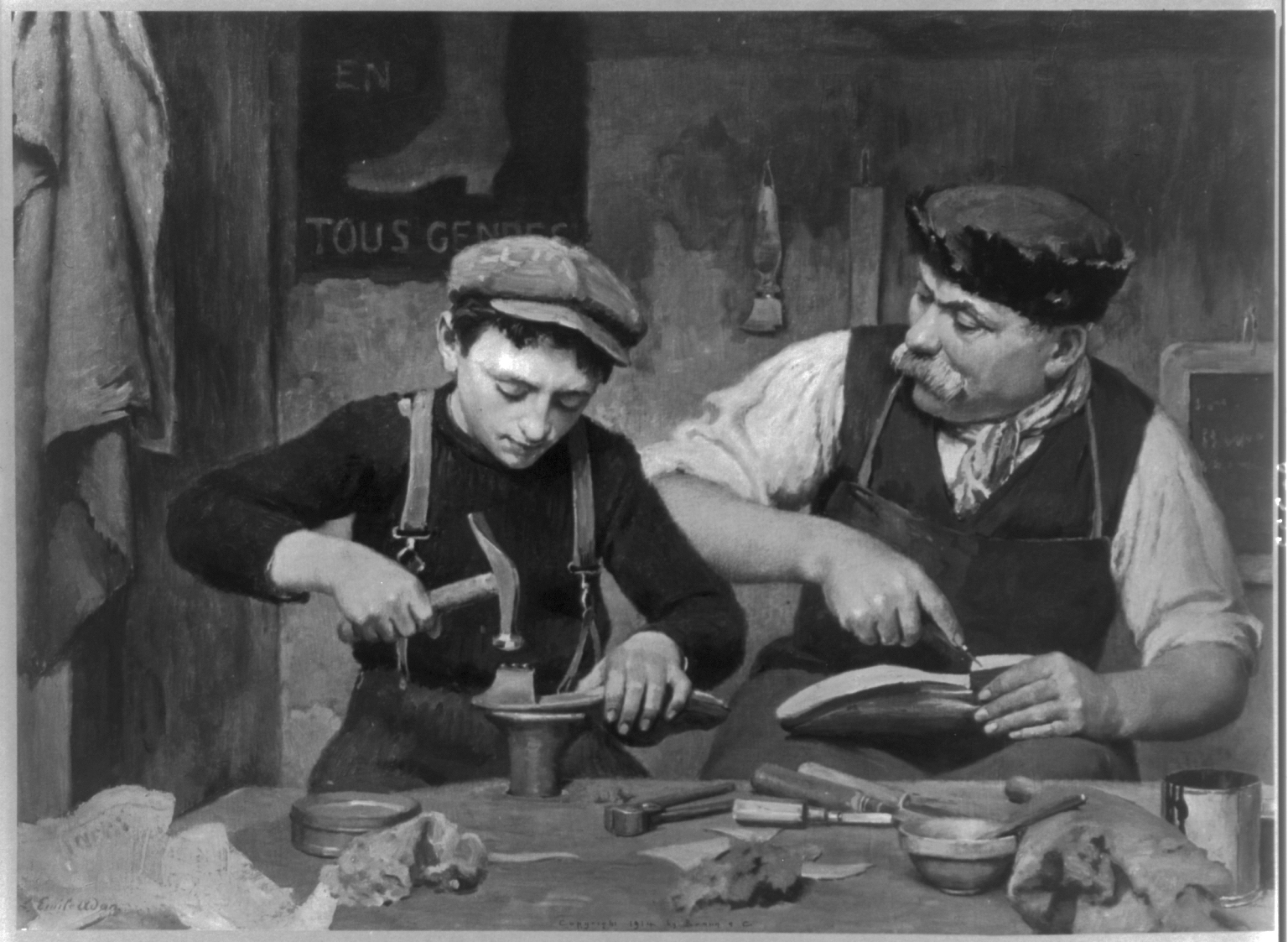
التدريب المهني: رجل وصبي يصنعان الأحذية.

التدريب في موقع العمل (بالإنجليزية:On the-Job Training) الاختصار OJT هو مختصر ثلاثي الأحرف لعبارة، وهو أحد أشكال التدريب التي تتم في مواقف العمل العادية. ويُعتبر OJT (ويسمى التوجيه المباشر)، من أقدم أشكال التدريب (من المحتمل أن يكون التعليم الإشرافي هو الأقدم). عبارة عن تدريب من فرد إلى فرد يتم تنفيذه في موقع العمل، حيث يقوم أحد الأفراد الملمين بكيفية تنفيذ المهام بعرض أداء تنفيذ المهام لفرد آخر. سابقا، كانت غالبية العمل الذي يقوم به الناس غير قائمة على استخدام المهارات أو كانت تُستخدم المهارات بشكل جزئي، بحيث لم يتطلب هذا العمل معرفة متخصصة. وقد نقل الآباء أو أفراد المجتمع الأكبر سنًا، الذين عرفوا كيفية تنفيذ المهام الضرورية للبقاء، نقلوا خبرتهم للأبناء من خلال التوجيه المباشر.
ولا يزال التدريب في موقع العمل مستخدمًا على نطاق واسع في الوقت الحاضر. ويُعتبر هذا النوع من التدريب أشهر طريقة للتدريب نظرًا لأنه يتطلب فردًا واحدًا فقط يكون على دراية بكيفية تنفيذ المهام بالإضافة إلى الأدوات التي يستخدمها الفرد في تنفيذ المهمة. وقد لا تكون هذه الطريقة هي الأكثر فعالية أو الأكثر كفاءة على مرور الأزمان، إلا أنها تعتبر في الظروف العادية الطريقة الأسهل للترتيب والإدارة. ونظرًا لأن التدريب يتم في موقع العمل، فإنه قد يكون على مستوى عالٍ من الواقعية ولا يلزم نقل المعرفة فيه. ويكون هذا النوع من التدريب منخفض التكلفة في أغلب الأحيان نظرًا لعدم الحاجة إلى توفير أجهزة خاصة غير المستخدمة عادة في تنفيذ المهمة. ويتمثل عيب التدريب في موقع العمل في تعطيل المدرب ومواد التدريب عن الإنتاج طوال مدة استمرار التدريب. وبالإضافة إلى هذا، وبسبب مبدأ السلامة وعوامل الإنتاج الأخرى، فإن هذا النوع من التدريب يكون محظورًا في بعض بيئات العمل.